# Transrapid

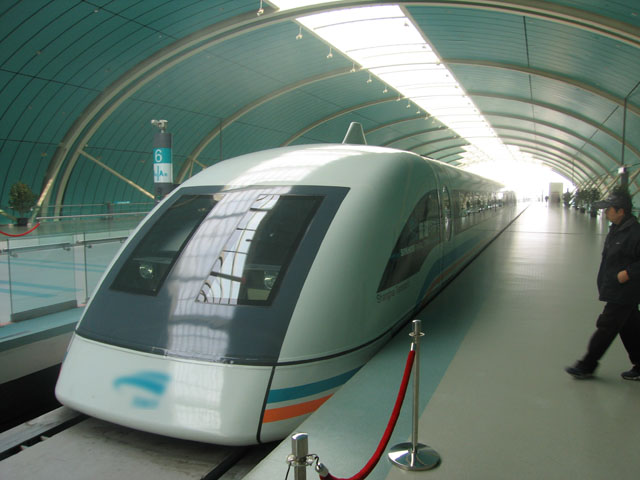
Transrapid SMT in Shanghai

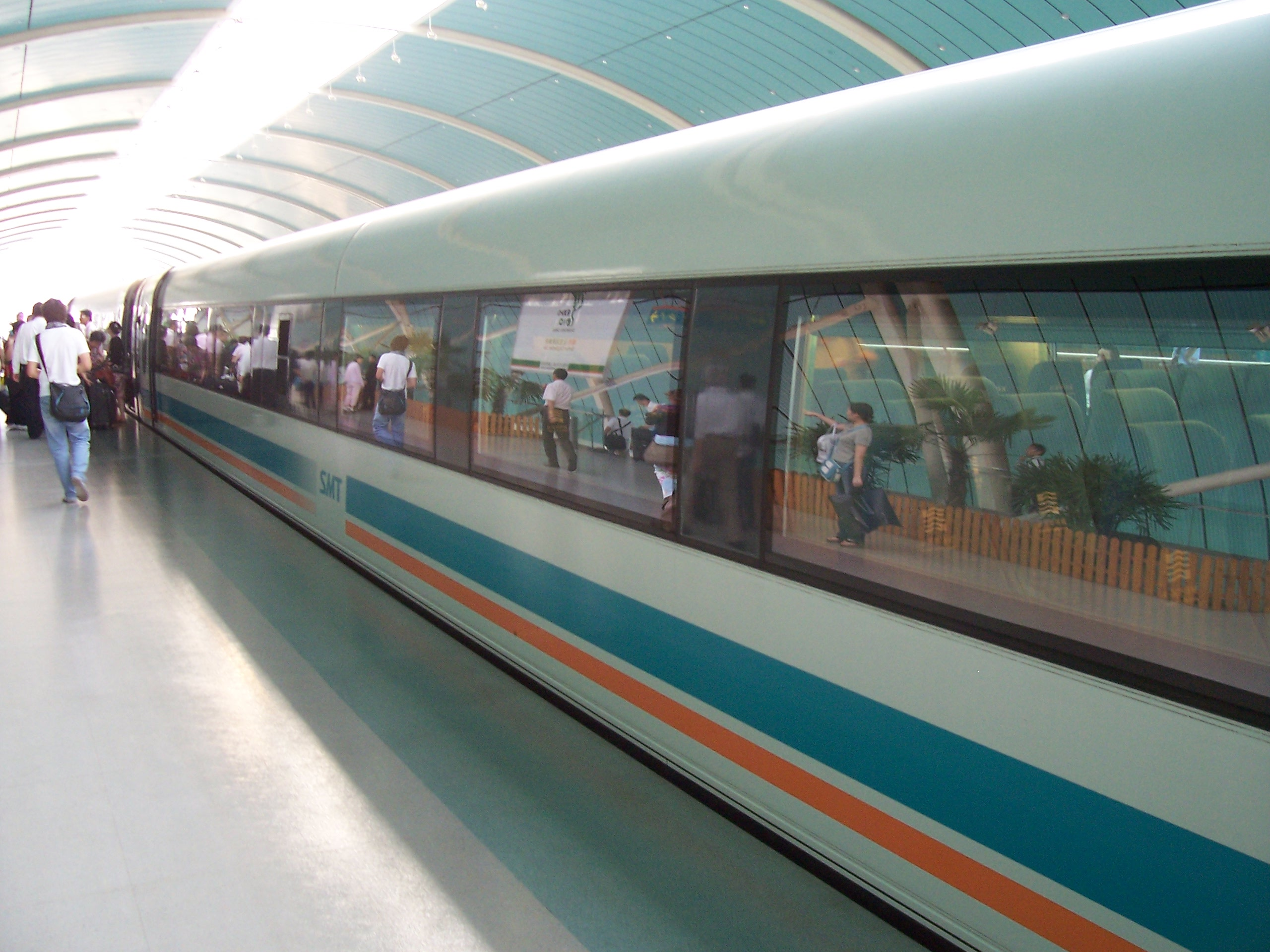
Transrapid SMT in Shanghai

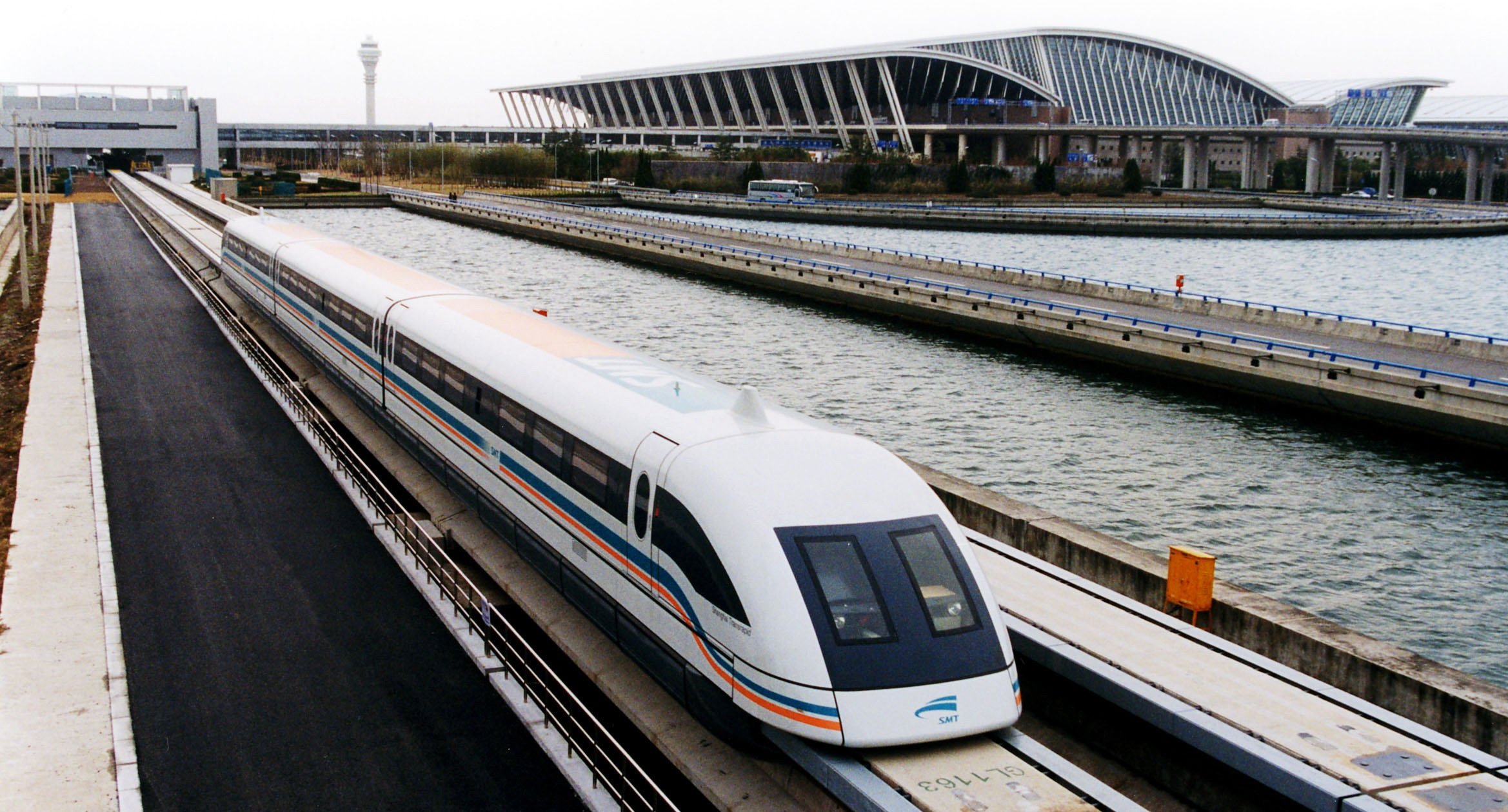
Pudong International Airport

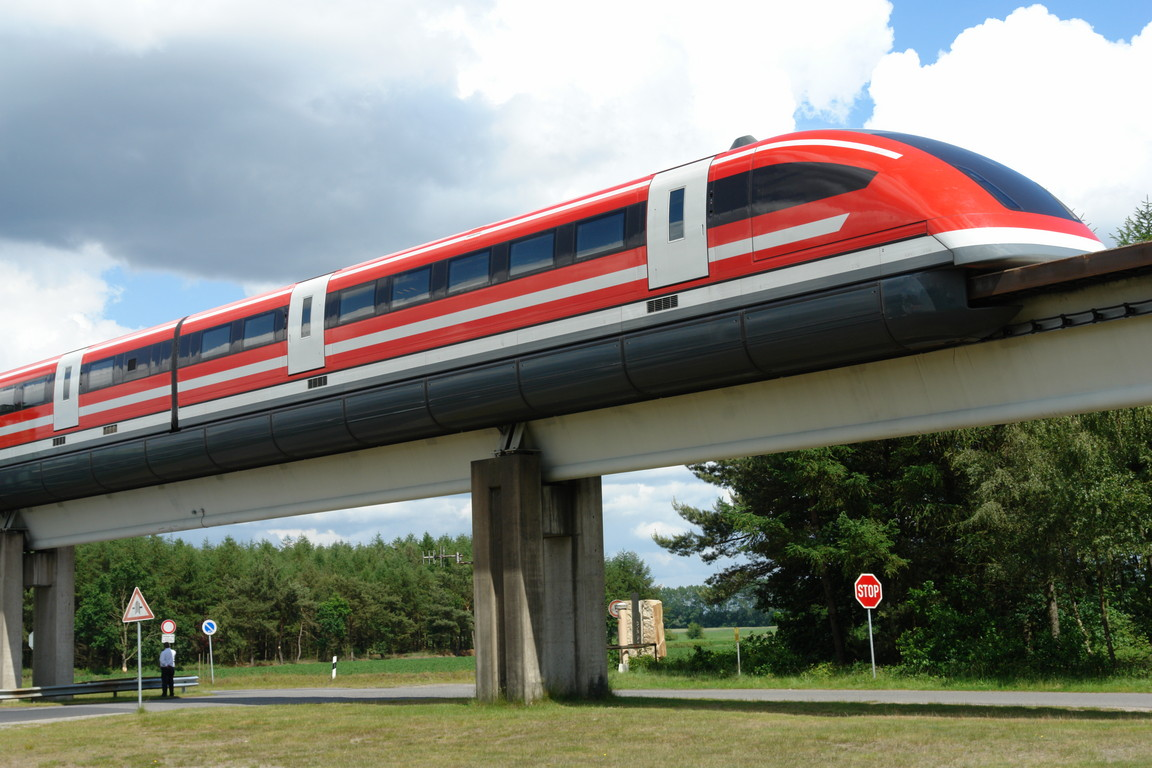
Transrapid 09 Emsland

Transrapid este un sistem de tren cu levitație magnetică dezvoltat de companiile germane Siemens și ThyssenKrupp, dar și numele companiei care se ocupă de dezvoltarea sistemului. 
Dezvoltarea sistemului a început în 1969 pe baza unor planuri datând din 1934. Din 1987 compania dispunea de o pistă de încercare în Emsland, Germania. La sfârșitul anului 2011, licența de operare pentru pista de testare de la Emsland a expirat și locația a fost închisă. La începutul anului 2012, au fost aprobate demolarea și reconversia întregului site, inclusive fabrica. În septembrie 2017 existau planuri de a folosi ultimul Transrapid 09 ca muzeu și spațiu de conferințe, amplasat la Fleischwarenfabrik Kemper.
Singura realizare comercială a companiei este linia de 30 km între centrul orașului Shanghai și Aeroportul Internațional Pudong. Sistemul nu a fost încă folosit pentru o distanță mai lungă, între două orașe.
Cea mai recentă versiune, Transrapid 09, este proiectat pentru a atinge o viteză de 500 km/h și permite accelerații și decelații de aproximativ 1 m/ s2.